# Coquihalla Mountain
Coquihalla Mountain är ett berg i Kanada.   Det ligger i provinsen British Columbia, i den södra delen av landet, 3 400 km väster om huvudstaden Ottawa. Toppen på Coquihalla Mountain är 2 157 meter över havet.
Terrängen runt Coquihalla Mountain är kuperad åt sydost, men åt nordväst är den bergig. Trakten runt Coquihalla Mountain är nära nog obefolkad, med mindre än två invånare per kvadratkilometer.. Det finns inga samhällen i närheten.
I omgivningarna runt Coquihalla Mountain växer i huvudsak barrskog.